# Facultad de Arquitectura

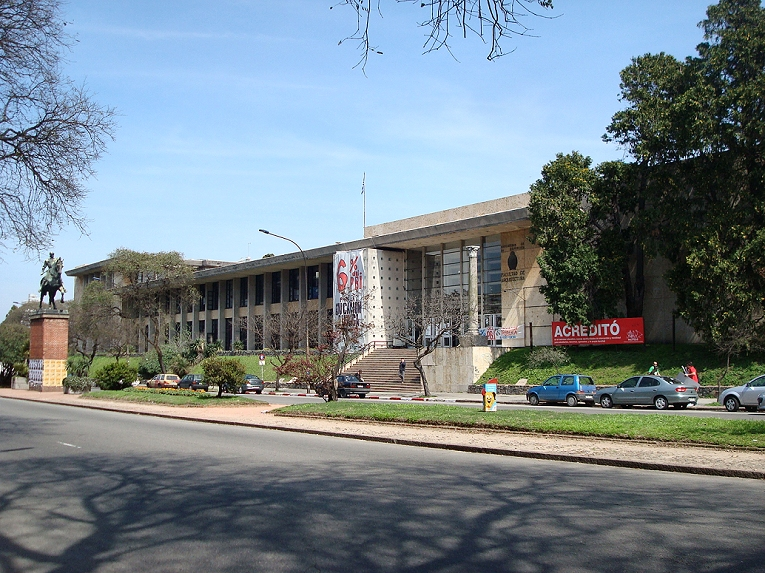
Facultad de Arquitectura

Die Facultad de Arquitectura ist ein Bauwerk in der uruguayischen Landeshauptstadt Montevideo.
Das infolge eines 1938 zu seiner Errichtung durchgeführten Wettbewerbs erbaute und 1946 eingeweihte Gebäude befindet sich im Barrio Parque Rodó an der Grenze zu Pocitos am Bulevar Artigas 1031, Ecke Bulevar España. Für den Bau zeichneten als Architekten Román Fresnedo Siri und Mario Muccinelli verantwortlich. Um 1980 wurde eine dritte Etage unter Leitung der Dirección General de Arquitectura (DGA) der Universidad de la República hinzugefügt. In den Jahren 1994 bis 1997 erfolgte dann eine Erweiterung um die Nebengebäude ITU, IHA und der Verwaltung. Federführend waren dabei neben der DGA die Architekten J. Pesce und R. Velázquez. 2004 setzte mit dem ID-Anbau und Büroerweiterungen eine abermalige Ausdehnung des Komplexes ein, geleitet durch DGA und R. Velázquez. Das äußere Erscheinungsbild weist Einflüsse der Wright-Architektur auf, während im Inneren Bezüge zu Adolf Loos erkennbar sind.
Im Bauwerk ist seit 1947 die Fakultät für Architektur der Universidad de la República (UdelaR) untergebracht.
Seit 2000 ist das Gebäude als Monumento Histórico Nacional klassifiziert.